# Gilles Delion
Gilles Delion, né le 5 août 1966 à Saint-Étienne, est un coureur cycliste français. Professionnel de 1988 à 1996, il a notamment remporté le Tour de Lombardie en 1990.

## Carrière
Gilles Delion passe professionnel en fin d'année 1988. Il dispose alors de deux offres issues de Cyrille Guimard pour Système U et Paul Köchli pour la formation suisse Helvetia qu'il choisit. Delion est sensible à un discours de Köchli différent de ce qu'il a connu durant les années précédentes, moins autoritaire et plus basé sur la notion de plaisir, ainsi qu'une équipe réputée « propre » face au dopage. Pour sa première saison, Delion remporte le Grand Prix de Lugano et montre ses aptitudes de grimpeur en finissant deuxième du Tour de Romandie. Delion, jamais sélectionné en équipe de France pendant sa période amateure, obtient ainsi sa sélection pour la course en ligne des championnats du monde de Chambéry. En balance avec Jean-Claude Colotti, il n'a confirmation de sa sélection que quelques jours avant l'épreuve. Il considère avoir bénéficié du soutien de l'organisation des Mondiaux pour obtenir sa place, Delion étant un coureur de la région. Il termine ensuite deuxième du Tour de Lombardie, une épreuve qui devient sa course de prédilection. Il la remporte en 1990 devant son coéquipier Pascal Richard, ce qui correspond au « sommet » de sa carrière. Il se révèle cette même année sur les routes du Tour de France qu'il termine 15e, meilleur jeune et second Français. Toujours en 1990, il se classe cinquième au classement final de la Coupe du monde et obtient plusieurs places d'honneur sur des courses italiennes. Il est alors un coureur polyvalent, capable d'obtenir des résultats sur des courses d'un jour et des courses par étapes, le contre-la-montre constituant son point faible.
La suite de sa carrière sera moins enthousiasmante à cause d'une maladie. Handicapé, à partir de 1991 par une mononucléose récurrente, il ne parvient pas à maintenir ses performances. Il termine 21e du Tour de France. Son palmarès s'enrichit toutefois en 1992 d'une Classique des Alpes et d'une victoire d'étape sur le Tour de France à Valkenburg, devant Stephen Roche, qu'il termine 58e au classement final.
En 1993, il rejoint les rangs de l'équipe Castorama de Cyrille Guimard dont il met en avant le charisme et l'intelligence tactique. Delion remporte deux manches de la Mi-août bretonne.
En 1994, il remporte le Grand Prix d'ouverture La Marseillaise, une étape du Tour de l'Ain et le Grand Prix de la Ville de Rennes. Mais les performances ne suivent plus vraiment, après un passage dans l'équipe naissante Chazal en 1995, il termine sa carrière en avril 1996 dans l'équipe italienne Aki-Gipiemme. À la fin de la saison, il se lance dans le VTT (Vélo tout terrain) en tant que professionnel.
Delion se reconvertit dans la gestion de patrimoine puis en tant que conseiller commercial dans l'entreprise Bouygues Immobilier,. Il est membre du Conseil du cyclisme professionnel à partir de 2013.

## Delion face au dopage

### Ses prises de position
Les résultats de Gilles Delion déclinent après sa victoire au Tour de Lombardie 1990. Durant sa carrière, bien qu'ayant été présenté comme étant une « victime » du dopage, il ne fait pas de lien entre son évolution de carrière et le développement de la prise de produits dopants dans le peloton mais évoque plutôt sa méforme énergétique,. En 1997, une fois sa carrière terminée, Delion s'exprime sur la thématique en compagnie de Nicolas Aubier dans le journal L'Équipe et dénonce le développement dans les années 1990 de la prise d'EPO selon des propos qu'il attribue à un directeur sportif qu'il ne cite pas,. Son nom sera maintes fois cité en exemple par la suite comme celui d'un coureur ayant toujours refusé de céder à la tentation du dopage au sein d'un peloton de plus en plus gangréné à la fin des années 1990.
- Dans Cyclisme International de janvier 1997 :

« Je ne vois pas (...) l'intérêt de gagner complètement allumé, ni quelle fierté on peut en tirer. (...) Je suis très attaché à cette notion de pureté du sport, sans laquelle il n'y a plus de beauté du geste, plus d'héroïsme. (...) Les pros doivent être irréprochables ; la fin ne justifie pas les moyens, ce n'est pas vrai. »
- Dans La France Cycliste n°2129 du 07/12/2001 :

« Le crime du dopage profite aux sportifs qui gagnent des dizaines de millions de francs et pour lesquels les sanctions ne sont pas assez lourdes. »
- Dans La France Cycliste n°2129 du 07/12/2001 :

« Le dopage dans le vélo (...), on m'en parle depuis que j'ai quatorze ans ! Ce n'est donc pas d'aujourd'hui. Moi, j'ai été épargné. Au sein de l'équipe Helvetia, je nageais dans une oasis de sérénité, tranquille, loin de tout cela. Ce n'était pas notre préoccupation. On ne parlait pas de dopage dans cette formation, nous n'étions pas au courant de ce qui se passait. Les anciens n'en parlaient pas non plus. Mais il est clair qu'en 1993 tout le monde savait qu'un nouveau produit avait débarqué dans le peloton, l'EPO. (...) On ne saura jamais si les gars qui n'en ont jamais pris sont des champions, mais les coureurs que l'on a présentés comme tels l'étaient-ils vraiment ? Certains ont usurpé des carrières et des réputations, des palmarès aussi. »
- Dans La France Cycliste n°2129 du 07/12/2001 :

« Je comprends (...) les coureurs qui sont venus à [l'EPO] en dernier recours. Ils ont suivi le mouvement et fait comme les autres. Ce sont des victimes du dopage. On ne peut pas en vouloir à ceux qui y sont venus quand plus de 70 % du peloton l'utilisait déjà. Ils ont cherché à sauver leur peau. En revanche, je blâme ceux qui cherchent, chassent et obtiennent avant tout le monde des produits nouveaux. »

### Les réactions
- Dans L'Equipe du 17/01/1997, Hein Verbruggen, alors Président de l'UCI, disait à propos de déclarations de Gilles Delion laissant entendre que beaucoup de coureurs se dopent à l'EPO :

« Je ne suis pas du tout impressionné par des témoignages de coureurs comme Delion ou (Graham) Obree qui sont des gens en fin de carrière, qui ne peuvent plus suivre le peloton. Je trouve ça lâche, je n'ai pas d'autre mot. »

## Palmarès

### Palmarès amateur
| - 1985 - Champion du Dauphiné-Savoie - 1986 - Stuttgart-Strasbourg - Grand Prix de Saint-Étienne Loire - Tour du Chablais - 3e de Troyes-Dijon - 3e du Grand Prix du Faucigny - 1987 - Champion de France militaires sur route - 1988 - Tour de Moyenne-Alsace : - Classement général - 2e et 3e étapes - Tour de Moselle - Grand Prix du Faucigny - 1re et 5e étapes de la Ronde de l'Isard d'Ariège - 3e de Bourg-Oyonnax-Bourg - 3e de la Ronde de l'Isard d'Ariège | - 1998 - Grand Prix Mathias Nomblot - 2e étape du Tour du Doubs - 2e du Grand Prix de Saint-Étienne Loire - 3e de Troyes-Dijon - 2000 - 2e d'Annemasse-Bellegarde et retour - 2001 - 2e du Grand Prix de Charvieu-Chavagneux - 3e d'Annemasse-Bellegarde et retour |  |

### Palmarès professionnel
| - 1988 - 3e du Grand Prix des Amériques - 1989 - Grand Prix de Lugano - 2e du Tour de Romandie - 2e du Tour de Lombardie - 3e du Grand Prix de Plouay - 3e du Tour du Canton de Genève - 1990 - 2ea étape du Critérium international - Classement du meilleur jeune du Tour de France - Tour de Lombardie - 2e du Critérium international - 2e du Tour du Latium - 2e du Tour d'Émilie - 3e de Tirreno-Adriatico - 3e de Milan-San Remo - 3e de Milan-Turin - 5e de la Coupe du monde - 9e du Grand Prix de Zurich | - 1991 - 4e de la Wincanton Classic - 6e de la Classique de Saint-Sébastien - 1992 - Classique des Alpes - 7e étape du Tour de France - 3e du Grand Prix d'ouverture La Marseillaise - 1993 - 1rea étape du Tour méditerranéen (contre-la-montre par équipes) - 3e et 8e épreuves de la Mi-août bretonne - 3e du Tour du Limousin - 1994 - Grand Prix d'ouverture La Marseillaise - Grand Prix de Rennes - 2e étape du Tour de l'Ain - 2e de Milan-Vignola - 2e du Tour de l'Ain |  |

### Résultats sur les grands tours

#### Tour de France
4 participations
- 1990 : 15e,  vainqueur du classement du meilleur jeune
- 1991 : 21e
- 1992 : 58e, vainqueur de la 7e étape
- 1995 : hors délais (13e étape)

#### Tour d'Espagne
1 participation
- 1995 : abandon (5e étape)